# Томчук Олександр Дмитрович
Олександр Томчук (6 грудня (23 листопада) 1910, с. Поляхове, Заславський повіт, Волинська губернія (нині Теофіпольський район, Хмельницька область — 19.01.1997, м. Глухів) — український педагог, викладач, ректор Глухівського педінституту (1954-1971).

## Життєпис
Народився у 1910 р. у с. Поляхове (з 2012 – с. Поляхова) Заславського повіту Волинської губернії (нині Теофіпольський район Хмельницької області). 
Після закінчення семирічної школи 1928 продовжив навчання в Шепетівському педагогічному технікумі. 
У 1930–1934 працював на посадах учителя й директора в школах Хмельницької області. 
Упродовж 1934–1938 навчався на географічному факультеті Київського педагогічного інституту.
Наступні три роки обіймав посаду асистента кафедри економічної географії цього вишу. 
Одночасно навчався в заочній аспірантурі Інституту економіки АН УРСР. 
У 1945–1946 – заступник директора з навчально-наукової роботи Рівненського учительського інституту. 
У 1946–1947 – викладач Глухівського педагогічного інституту. 
Після захисту кандидатської дисертації з 1949 працював заступником директора з науково-навчальної роботи Білгород-Дністровського учительського інституту, завідувачем кафедри Бердичівського педагогічного інституту. 
У 1954–1971 очолював Глухівський педагогічний інститут. 
Згодом обіймав посаду доцента кафедри. 
На пенсію вийшов у 1987.